# Kis jégkorszak

A hőmérséklet alakulása az elmúlt 2000 évben

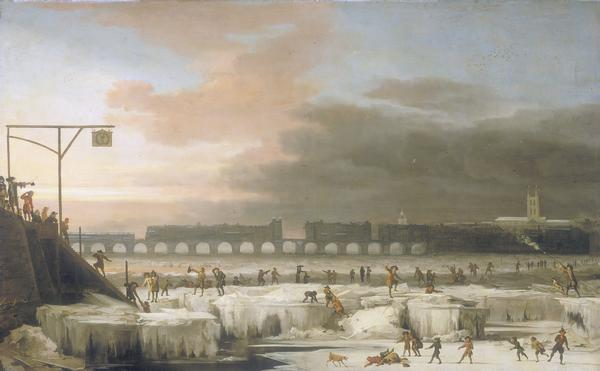
A befagyott Temze (Abraham Hondius festménye, 1677)

Kis jégkorszaknak nevezzük a klimatológiában a 14. századtól a 19. századig tartó viszonylag hűvös időszakot.

## Fogalmának kialakulása
A kis jégkorszak fogalmát az amerikai François E. Matthes vezette be a kaliforniai Sierra Nevadában folytatott kutatásai nyomán a késő holocén, hozzávetőlegesen az utóbbi négyezer év lehűléseinek és gleccser előnyomulásainak meghatározására. Az 1960-as évek gleccserkutatásai során a holocén lehűléseire egy új fogalmat, a neoglaciális terminusát vezették be, s a kis jégkorszak kifejezés már kizárólag a holocén utolsó lehűlésének megnevezésére szolgált. 
A „kis” jelző a pleisztocén „nagy” jégkorszakától való elkülönítésre utalt, illetve jelezte a klímaváltozás geológiai léptékben mérsékelt jellegét, hiszen a pleisztocén jégkorszak 2-3 °C-os lehűlésével szemben a kis jégkorszak idején még a legkritikusabb években sem haladta meg a lehűlés éves hemiszférikus átlagban a 0,6-0,8 °C-ot. 
Hubert H. Lamb volt az első, aki elmélyülten foglalkozott a kis jégkorszak kutatásával, és bevezette annak fogalmát a tudományos közgondolkodásba. Ugyanakkor már a kutatás korai szakaszában is elkülönítették a klímatörténészek a kis jégkorszak fogalmának kétféle értelmezését. Egyfelől a kis jégkorszak egy glaciológiai korszakként volt értelmezhető, amelynek idején a gleccserek tömege megnövekedett, végmorénáik jobbára előretolt pozícióban voltak. A kis jégkorszak ugyanakkor értelmezhető egy karakteres klímakorszakként is, amely a gleccser nélküli területeken igen különböző módokon jelent meg.

## Kutatásának forrásai
A kis jégkorszak az emberiség történetének legjobban ismert lezárult klímaváltozása, köszönhetően annak, hogy időbeni közelsége miatt a tudományos kutatás széles fegyvertára felhasználható a megismeréséhez. Felhasználhatók egyfelől azok a természettudományos kutatási módszerek és források, amelyek a geológiai korok éghajlati-környezeti viszonyainak és változásainak megismerését lehetővé teszik. Ilyenek az évgyűrű vizsgálatok, a pollen analízis, a fauna és flóra rekonstrukció, a jég, a különféle üledék és a furathőmérséklet vizsgálatok, amelyek segítségével változó időbeni felbontásban, de rekonstruálhatók a geológiai és a történeti múlt éghajlati folyamatai. 
Az éghajlat és környezet rekonstrukció másik nagy forráscsoportját az ember által készített források alkotják, amelyek lehetnek történeti levéltári források, képek, epigráfiák, és műszeres meteorológiai megfigyelések egyaránt. A rendelkezésre álló információ pedig vonatkozhat közvetlenül (hőmérséklet, csapadék, felhőborítottság…) és közvetve (befagyás, áradás, fagykárok…) az időjárás alakulására. Fontos előnye az ember által készített forrásoknak, hogy szerencsés esetben a természettudományos módszerekkel elért eredményeknél nagyságrendekkel pontosabb datálást tesznek lehetővé.

## Története
Az átlaghőmérséklet Nyugat-Európában ebben az időszakban 1–2 °C-kal, világszerte pedig 0,5–1 °C-kal maradt el az 1960–1990 közötti időszak átlagától, azaz még mielőtt erősen érezhetővé vált volna a jelenkori globális felmelegedés. Ez utóbbinak az oka a kutatók nagy többsége szerint az emberi tevékenység nyomán erősödő üvegházhatás, míg a kis jégkorszak az éghajlat természetes ingadozásának eredménye volt. Az okokat többek között a naptevékenység csökkenésében, illetve a földi vulkáni aktivitás növekedésében (és a légkörben jelenlévő vulkáni hamunak a Nap sugárzását visszaverő hatásában) keresik a kutatók.
A kis jégkorszak időszakának pontos meghatározása körül jelentős viták vannak a klimatológusok körében. Kutatások alapján feltételezik, hogy a Lombok-szigeti Szamalasz tűzhányó 1257-es hatalmas erejű kitörésekor tartósan a légkörbe került anyagrészecskék éghajlatmódosító hatása vethetett véget az azt megelőző úgynevezett középkori meleg időszaknak, amikor például a vikingek le tudtak telepedni Grönlandon (987–15. század). Ottani településeik pusztulásához alapvetően járult hozzá a kis jégkorszak.
A Németalföldön 1315-től egészen a következő évtized elejéig szinte folyamatos esőzések voltak, emiatt rendszeresen odaveszett a termés. Sokan ezt tekintik a kis jégkorszak kezdetének. Mások 1430-ra teszik a kezdetét azzal, hogy a 19. század közepéig tartott. Az európai gleccserek például 1850-ben voltak a leghosszabbak a legutolsó jégkorszak óta. Londonban 1814-ig vásárokat lehetett rendezni a befagyott Temze jegén.
Két évszázadon át, 1550 és 1740 között az éghajlat különösen hidegre fordult. A 16. század egész második felében a tél jellemzően novembertől márciusig tartott, sok hóval és jéggel. A nyarak hűvösek voltak, ősszel gyakori volt a pusztító vihardagály Hollandiában. 1586 decemberétől egészen 1587 szeptemberéig tartott a kis jégkorszak első mélypontja. Még a 17. század első negyede is hideg volt. Tanúskodnak erről olyan korabeli holland és flamand festők művei is, mint Hendrick Avercamp és ifj. Pieter Brueghel. Erre az időszakra tehető a jégvitorlázás feltalálása is.  A 17. század második negyedétől az időjárás melegebbé vált, például az 1636-os és 1637-es tél rendkívül enyhe volt.
Észak-Európa klímájára a Nap aktivitásának három minimuma is hatással volt ebben az időszakban: a 70 évig tartó Maunder-minimum 1645–1715 között, a Spörer-minimum körülbelül 1415–1510 között, valamint a Dalton-minimum 1795–1820 között.